# Chyża (województwo lubelskie)
Chyża (dawn. Hyża) – wieś w Polsce położona w województwie lubelskim, w powiecie zamojskim, w gminie Zamość. Leży przy północnej granicy Zamościa nad rzeką Łabuńka.
| SIMC    | Nazwa   | Rodzaj    |
| ------- | ------- | --------- |
| 0906048 | Folwark | część wsi |
| 0906054 | Kolonia | część wsi |

W latach 1975–1998 miejscowość administracyjnie należała do województwa zamojskiego.
Wieś jest sołectwem w gminie Zamość. Według Narodowego Spisu Powszechnego z roku 2011 wieś liczyła 485 mieszkańców.
Wierni Kościoła rzymskokatolickiego należą do parafii św. Bartłomieja Apostoła w Sitańcu.

## Historia
Wieś niegdyś zwana Kisielów; później Herza, w XIX wieku Hyża, dziś pisana jako Chyża.
Wieś wzmiankowana w 1398 roku, kiedy to jako Kisielów należała do włości szczebrzeskiej Dymitra z Goraja. W roku 1410 Prokop Gorayski ze Szczebrzeszyna nadał wieś w uposażenie franciszkanom szczebrzeskim, do których należała jeszcze w XVIII stuleciu.
W 1578 r. wieś posiadała 7,5 łana kmiecego (to jest 126 ha) gruntów uprawnych oraz karczmę i młyn. W trzy lata później kanclerz wielki Jan Zamoyski zawarł umowę z franciszkanami o wzięcie pod stawy części pól Hyża, na co nie wyraził zgody hrabia Górka ze Szczebrzeszyna, zwierzchnik lenny franciszkanów.
Według spisu z 1880 r. wieś liczyła 5 budynków dworskich, 21 chłopskich chałup z 252 mieszkańcami, w tym 13 prawosławnymi. Natomiast spis powszechny z r. 1921 wykazywał tu 26 domów oraz 186 mieszkańców, wyłącznie katolików.
W roku 1827 wieś liczyła 35 domów i 193 mieszkańców.
W okresie międzywojennym przyporządkowana do gminy Nowa Osada (dziś tak zwane Nowe Miasto w Zamościu).